# Aillevans
Aillevans ist eine französische Gemeinde im Département Haute-Saône in der Region Bourgogne-Franche-Comté.

## Geographie
Aillevans liegt auf einer Höhe von 295 m über dem Meeresspiegel, fünf Kilometer nördlich von Villersexel und etwa 20 Kilometer östlich der Stadt Vesoul (Luftlinie). Das Dorf erstreckt sich westlich der Talebene des Ognon, in der Mulde seines Seitenbaches Ruisseau des Noyes, am Ostfuß des Höhenrückens des Mont.
Die Fläche des 5,78 km² großen Gemeindegebiets umfasst einen Abschnitt der Talebene des Ognon. Die östliche Grenze verläuft meist entlang dem Ognon, der hier mit mehreren Windungen durch eine Alluvialebene nach Süden fließt. Die Ebene liegt auf durchschnittlich 270 m und ist überwiegend von Acker- und Wiesland bestanden. Vom Flusslauf erstreckt sich das Gemeindeareal nach Westen in die Mulde des Dorfbaches Ruisseau des Noyes und auf die angrenzenden Anhöhen. Westlich des Dorfes erhebt sich der sogenannte Mont, auf dem mit 393 m der höchste Punkt von Aillevans erreicht wird. Er besteht aus widerstandsfähigen Kalkschichten der mittleren Jurazeit. Nach Süden erstreckt sich das Gemeindeareal bis an den Rand der ausgedehnten Waldungen des Bois de l'Ognon und des Grand Fougeray.
Aillevans besteht aus einem oberen Dorfteil auf dem Plateau am Ostfuß des Mont und einem unteren Dorfteil in der Mulde des Ruisseau des Noyes. Nachbargemeinden von Aillevans sind Arpenans und Les Aynans im Norden, Longevelle und Saint-Sulpice im Osten, Villersexel im Süden sowie Oppenans und Oricourt im Westen.

## Geschichte
Das Gemeindegebiet von Aillevans war schon in vorgeschichtlicher Zeit besiedelt. Im Bois du Blusseret befanden sich Tumuli, von denen einer 1973 archäologisch erforscht wurde. Bei den Ausgrabungen kam ein Dolmen aus dem Neolithikum zum Vorschein. Weitere Kollektivgräber stammen aus der Bronzezeit.
Zusammen mit der Franche-Comté gelangte Aillevans mit dem Frieden von Nimwegen 1678 definitiv an Frankreich. Zu einer Gebietsveränderung kam es 1807, als Oricourt nach Aillevans eingemeindet wurde. Bereits 1819 erhielt Oricourt seine Selbständigkeit jedoch wieder zurück. Seit 2000 ist Aillevans Mitglied des 33 Ortschaften umfassenden Gemeindeverbandes Communauté de communes du Pays de Villersexel.

## Sehenswürdigkeiten

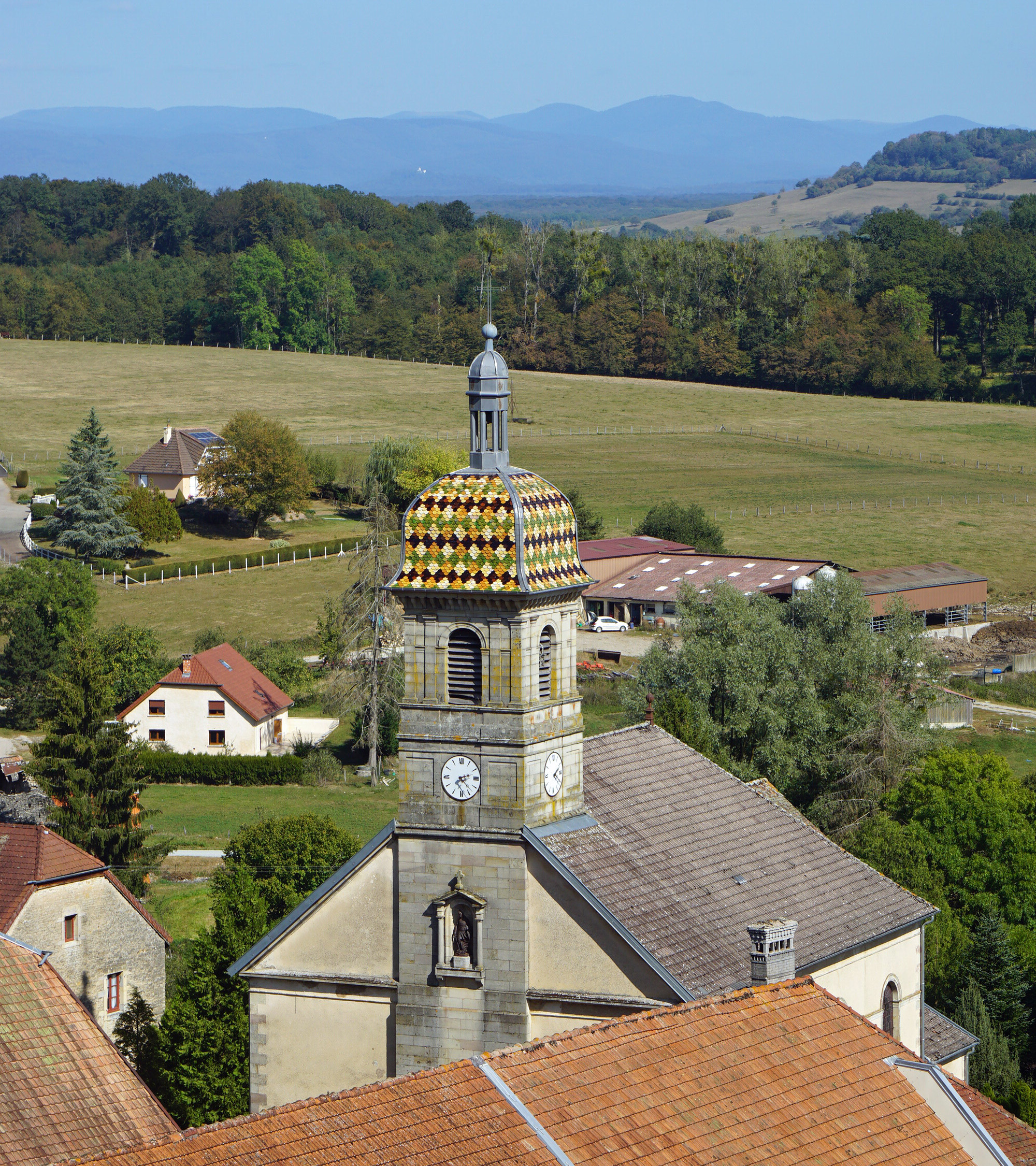
Kirche Saint-Nazaire
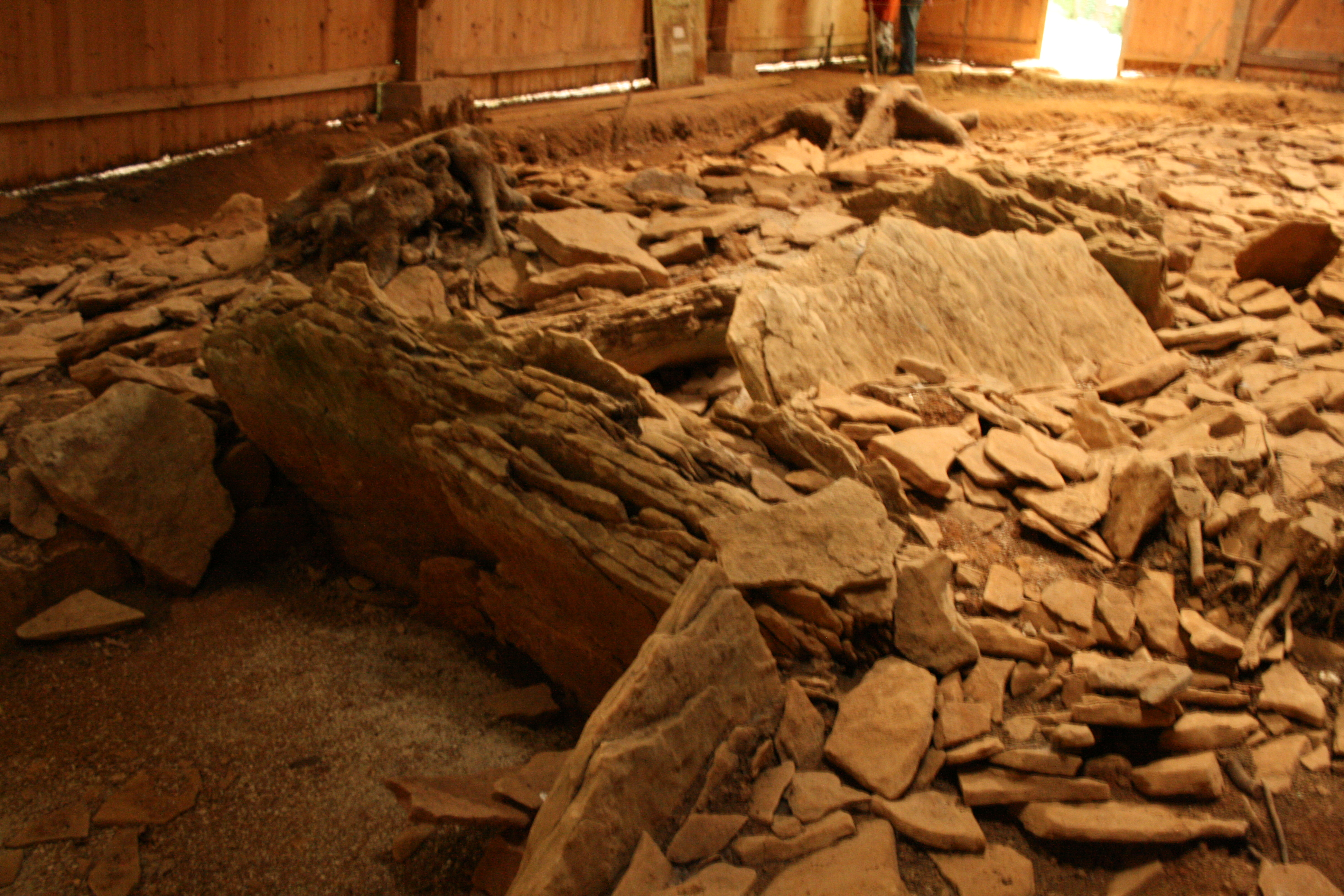
Dolmen von Aillevans

Die Dorfkirche Saint-Nazaire in Aillevans wurde 1737 neu erbaut und 1845 umfassend restauriert. Sie besitzt eine reiche Ausstattung mit Mobiliar aus dem 18. und 19. Jahrhundert.
Im Ortskern sind zahlreiche Häuser im traditionellen Stil der Haute-Saône erhalten, wobei die ältesten aus dem 16. Jahrhundert stammen.
Außerhalb des Dorfes in Richtung Oricourt befindet sich der Dolmen von Aillevans, der heute durch eine Holzkonstruktion geschützt ist.

## Bevölkerung
| Jahr                       | 1962 | 1968 | 1975 | 1982 | 1990 | 1999 | 2009 | 2018 |
| Einwohner                  | 211  | 166  | 144  | 162  | 140  | 122  | 145  | 141  |
| Quellen: Cassini und INSEE |      |      |      |      |      |      |      |      |

Mit 126 Einwohnern (1. Januar 2022) gehört Aillevans zu den kleinsten Gemeinden des Départements Haute-Saône. Nachdem die Einwohnerzahl in der ersten Hälfte des 20. Jahrhunderts deutlich abgenommen hatte (1911 wurden noch 307 Personen gezählt), wurden seit Beginn der 1970er Jahre nur noch relativ geringe Schwankungen verzeichnet.

## Wirtschaft und Infrastruktur
Aillevans war bis weit ins 20. Jahrhundert hinein ein vorwiegend durch die Landwirtschaft (Ackerbau, Obstbau und Viehzucht) und die Forstwirtschaft geprägtes Dorf. Daneben gibt es heute einige Betriebe des lokalen Kleingewerbes. Mittlerweile hat sich das Dorf auch zu einer Wohngemeinde gewandelt. Viele Erwerbstätige sind deshalb Wegpendler, die in den größeren Ortschaften der Umgebung ihrer Arbeit nachgehen.
Die Ortschaft liegt abseits der größeren Durchgangsachsen, ist aber von der Departementsstraße, die von Villersexel nach Lure führt, leicht erreichbar. Weitere Straßenverbindungen bestehen mit Oppenans, Oricourt und Longevelle.